# 烏達鞮侯
烏達鞮侯（？—46年），挛鞮氏，為東漢初年匈奴單于。他是呼都而尸道皋若鞮單于之子，於46年繼位，同年去世。
漢光武帝建武二十二年（46年），呼都而尸道皋若鞮單于去世，子左賢王烏達鞮侯立為單于。烏達鞮侯不久也去世，弟左賢王蒲奴立為單于。